# Euphaedra castanea
Euphaedra castanea är en fjärilsart som beskrevs av Rothschild 1918. Euphaedra castanea ingår i släktet Euphaedra och familjen praktfjärilar. Inga underarter finns listade i Catalogue of Life.